# Carl Grünberg
Carl Grünberg (Focșani, Romania, 10 de febrer de 1861 - Frankfurt del Main, Alemanya, 2 de febrer de 1940) fou un economista romanès i alemany. Va ser el primer director de l'Institut de Recerca Social (en alemany: Institut für Sozialforschung). Grünberg va crear i editar el periòdic d'història de ideologia socialista que fou conegut com l'Arxiu Grünberg (Arxiu per a la Història del Socialisme i el Moviment Obrer). Grünberg es va retirar el 1929, i va deixar la direcció del institut en mans de Max Horkheimer. Grünberg és considerat el pare de l'austromarxisme.

## Obres
- Zoom Todestag von Carl v.Ossietzky: Ein kämpferischer Humanist (1946)
- Mit Carl v. Ossietzky in Sonnenburg (1946)
- Es begann im Eden (1953)